# Hajk Nahapet
Hajk Nahapet (Armeens: Հայկ Նահապետ Hajk Nahapet) ook wel Koning Hajk, Hajk de Held of Hajk Jafetostjan genoemd, is een legendarische held en een beroemde Armeense voorouder. Een Armeense historicus Mozes van Chorene noemt hem een voorouder van het Armeense volk die hij in zijn werk "Armeense geschiedenis" heeft geschreven. Volgens de Bijbel was Hajk een van de nakomelingen van Jafet, daarom wordt hij ook wel Hajk Jafetostjan genoemd.Volgens Chorenatsi stamt Hajk af van Noach's jongste zoon Jafet, Hajk is de 5e generatie van Noah. Chorene schrijft in "Hajots Patmoetjoen" (De Armeense geschiedenis) dat Hajk in opstand kwam tegen Belus, de heerser van Babylon. Hajk vocht tegen Belus bij het Van-meer, versloeg zijn leger, doodde hem en legde zo de basis van de Armeense staat in het Midden-Oosten. Chorene beschreef Hajk als knap, gedrongen, met krullend haar, heldere ogen en dikke armen. Hij was dapper onder de reuzen en verzette zich tegen al diegenen die de Armeense Hooglanden probeerden te domineren.
De 11e-eeuwse Georgische historicus Leonti Mroveli vermeldt bij de oorsprong van de Georgiërs, dat Hajk de zoon van Togarmah is. Volgens dezelfde historicus had Torgarmah 8 kinderen. Volgens Mroveli stammen alle volkeren uit het Kaukasus gebied af van de kinderen van Togarmah. Het eerste kind is de voorouder van de Armeniërs, namelijk Hajk, het tweede kind is de voorouder van de Georgiërs (Kartlos) en vervolgens de Afghanen en anderen. De Georgiërs noemen Armenië Somcheti (Somkhiti). Georgische en Armeense studenten bestudeerden deze term serieus, maar hun bevindingen zijn niet consistent genoeg geweest met die van de historica Chorene en ook niet met die van Mroveli.

## Hajk's voorvaderen (Bijbels standpunt)
Volgens de Bijbel is Hajk de vijfde generatie van Noach. Volgens het verhaal van de Georgische historicus Leonti Mrovelli, "Kartlis Tschovreba" (Geschiedenis van de Georgische koningen), had Togarmah acht kinderen Gaos-Hajk, Kartlos-Georgische, Bardos-Avar, Movakan-Oedin, Lekos-Lezgin, Eros-Dargin, Kaukasus-Nach en Egros-Abchaaz.
|  |          |  |  |  |  |  |  |  |  |  |  |  |  |  |  |  |
|  | Noach    |  |  |  |  |  |  |  |  |  |  |  |  |  |  |  |
|  |          |  |  |  |  |  |  |  |  |  |  |  |  |  |  |  |
|  |          |  |  |  |  |  |  |  |  |  |  |  |  |  |  |  |
|  | Jafet    |  |  |  |  |  |  |  |  |  |  |  |  |  |  |  |
|  |          |  |  |  |  |  |  |  |  |  |  |  |  |  |  |  |
|  |          |  |  |  |  |  |  |  |  |  |  |  |  |  |  |  |
|  | Gomer    |  |  |  |  |  |  |  |  |  |  |  |  |  |  |  |
|  |          |  |  |  |  |  |  |  |  |  |  |  |  |  |  |  |
|  |          |  |  |  |  |  |  |  |  |  |  |  |  |  |  |  |
|  | Torgamah |  |  |  |  |  |  |  |  |  |  |  |  |  |  |  |
|  |          |  |  |  |  |  |  |  |  |  |  |  |  |  |  |  |
|  |          |  |  |  |  |  |  |  |  |  |  |  |  |  |  |  |
|  | Hajk     |  |  |  |  |  |  |  |  |  |  |  |  |  |  |  |
|  |          |  |  |  |  |  |  |  |  |  |  |  |  |  |  |  |
|  |          |  |  |  |  |  |  |  |  |  |  |  |  |  |  |  |

## Hajk en Belus

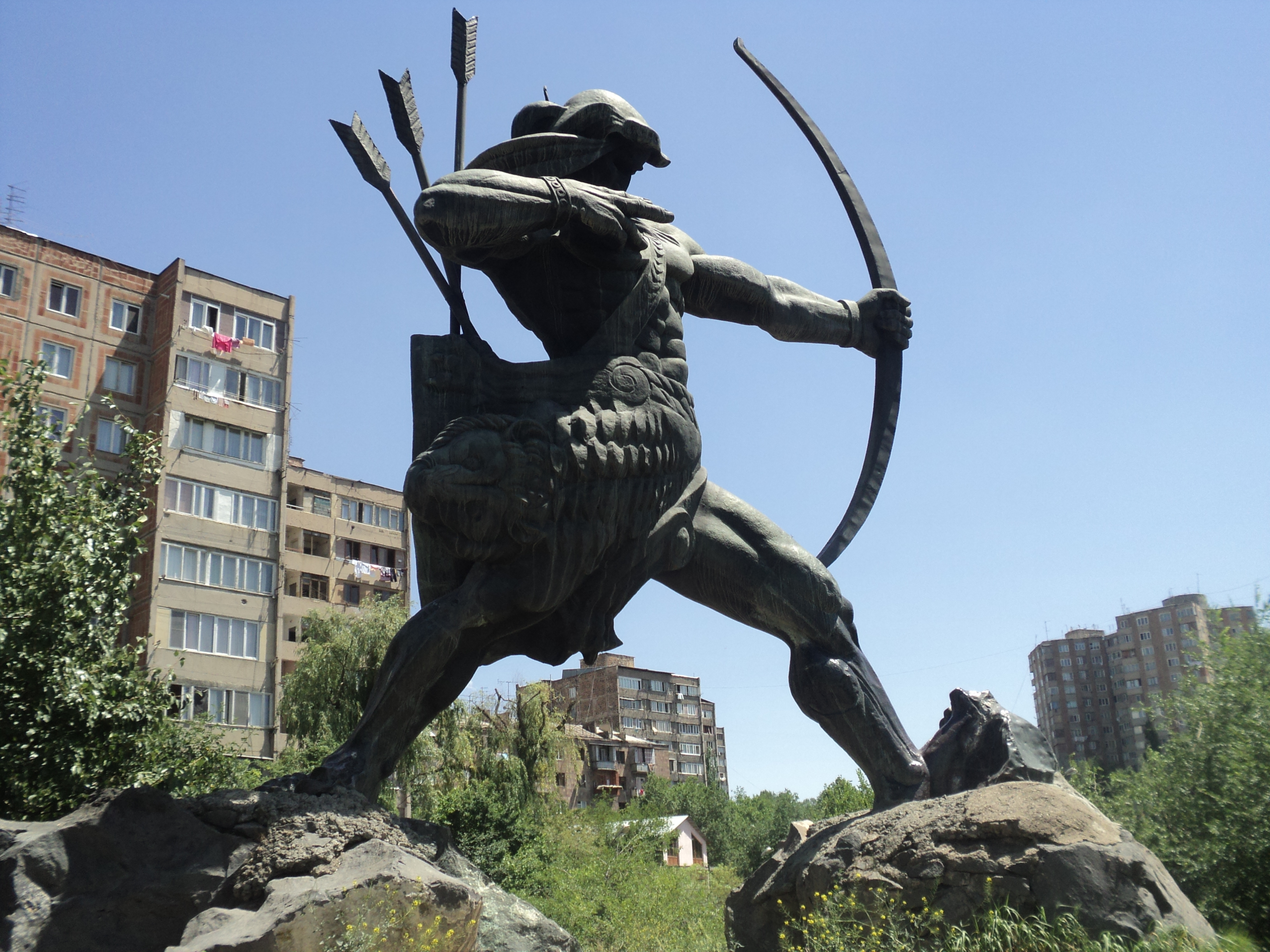
Hajk Nahapet's standbeeld in de hoofdstad Jerevan van Armenië

Een van de bekende scènes uit het leven van koning Hajk, is zijn oorlog tegen de Babylonische leider Belus. Tijdens de onrust van de Babylonische torenconstructie (De toren van Babel), roept titan Belus zichzelf uit tot wereldmacht en dwingt hij anderen om hem te aanbidden. Hajk erkent echter de zelfbenoemde regering van Bel niet, net als zijn familieleden en landgenoten. Volgens Mozes van Chorene keerde Hajk na de geboorte van zijn eerste kind, Aramanyak (Armen), terug naar Hayq (destijds Armenië) met driehonderd andere familieleden. Bij aankomst in het vaderland vestigde Hajk zich in de staat Turuberan, in de plaats Harq. De naam Harq wordt geïnterpreteerd met het woord "vaders". Ondertussen Belus de heerser van Assyrië wordt, valt Armenië binnen met een groot leger. Hajks kleinzoon Kadmos, die zich had gevestigd in het zuiden van de Armeense Hoogland, in Korchayq, aan de voet van de berg Ararat, waarschuwde Hajk voor de invasie van Belus. Hajk verlaat met zijn vele kinderen en kleinkinderen Hajkasjen (aan de noordelijke oever van het Vanmeer) naar de huidige stad Van. In de vallei van de rivier genaamd Hajots Dzor ten zuiden van Van,nemen Hajk en Belus het tegen elkaar op met hun legers. Hajk zet zijn leger in op de noordelijke rechteroever van de driehoek-achtige rivier en plaatst zijn oudste zoon en kleinzoon Aramanjak aan de rechteroever en Kadmos aan de linkeroever van het meer. Belus ziet echter duidelijk het voordeel van zijn bemanning, vergeleken met het kleine leger van Hajk. Belus geeft daarom het bevel aan zijn soldaten om in een menigte de rivier over te steken om zo Hajk en zijn troepen aan te vallen. Belus zelf vermijdt de strijd, in plaats daarvan beklimt hij een heuvel om de strijd te volgen.
Op het heetste moment van de strijd merkt Hajk dat Belus op de heuvel staat. Hajk steekt de rivier over en schiet hem neer met een pijl. Omdat Hajk's pijl een ijzeren punt had en Belus zijn pak van koper waren gemaakt, ging Hajk's pijl door Belus zijn pak en spijkerde hem op de grond. Terwijl Belus aan het sterven was, vluchtte zijn leger weg.
Hajk geeft de opdracht om een fort te bouwen in de buurt van het slagveld, genaamd Hajkaberd wat "Hajkkasteel" betekent. De ruïnes van dat kasteel zijn tot op de dag van vandaag bewaard gebleven. Hajk beveelt om het lichaam van Belus naar Hark te brengen om het zo niet ver van Hajkasjen te begraven en van zijn graf een heuvel te creëren om daarmee alle vreemden te waarschuwen die Hajk's vaderland durven aan te vallen. Na deze overwinning, stijgt Hajk's zon (ziel) op naar de hemel wat het Orion-sterrenbeeld wordt. Dit wordt door de Armeniërs ook wel Hajk's sterrenbeeld genoemd.

## Mythologie
Volgens sommige auteurs is het verhaal van Hajk, ondanks enkele mythische scènes, gebaseerd op echte historische gebeurtenissen. Bovendien worden de mythische daden van Hajk en de naam van Hajk, genoemd onder de Iraanse stammen en vinden zij hun weerspiegeling in de Avesta onder de naam Hayoshyang (gedenkteken).

## Erfgenamen
Volgens Mozes van Chorene en andere Armeense historici stamt de Hajkazoeni-dynastie af van Hajk. Koning Vahe die de laatste vertegenwoordiger van die nobele rijkdom was, werd gedood in Gavgamel toen hij Armenië wilde verdedigen tegen de invasie van Alexander de Grote.
Chorene stelde voor de lijst met generaties van Jafet te definiëren als alternatief voor de etnografische lijsten van het Oude Testament. De historicus klaagt: ''Het boek, dat zijn eigen (joden) als zijn eigen natie scheidde, liet de anderen achter als "verachtelijk en onwaardig" om erdoor te worden aangesteld". Hij voegde eraan toe dat de afstammelingen van de Armeniërs helemaal niet worden vermeld. Chorene stelde een etnografische lijst voor van zijn eigen zoon, Jafet van Noach, en hij voegde hieraan toe dat deze betrouwbaarder is dan de lijst van de Genesis-sectie, aangezien de nakomelingen van Jafet daar afwezig zijn. In tegenstelling tot de verhalen van schrijvers en historici voor hem, somde Chorene eerlijk op welke bronnen zij gebruiken om de etnografie van Jafet te bepalen. Ook hebben volgens Chorene, Abydenos, Kepalion, Griekse literatuur, de lijsten van de etnografie van de Genesis-sectie van het Oude Testament, geen betrouwbare bronnen. Van Chorene hebben alle Armeense historici de lijst van "etnografie beginnend bij Jafet" ongewijzigd gelaten, inclusief de lijst van leiders van de "Eerste Armeniërs" van Hajk tot Ara de Knappe.
Volgens Chorene beschouwen een aantal Armeense adellijke families Hajk Nahapet als het begin van hun oorsprong. Onder hen zijn Bznoeni, Chorchoroeni, Mandakoeni, Vahoeni, Varajnoeni, Aransjahik, etc. Sommige moderne geleerden weigeren Hajk als een puur mythische persoon te beschouwen; ze stellen hem voor als een andere Armeense koning, die een grote bijdrage heeft geleverd aan het behoud en de verspreiding van het Armeense waardensysteem.